# Mithridate II du Bosphore
Pour les articles homonymes, voir Mithridate II.
Mithridate III du Bosphore est roi du Bosphore de 38/39 à 44 et de Colchide de 41 à 44.

## Origine
Mithridate est le fils aîné d’Aspourgos du Bosphore et de Gepaepyris, à laquelle il succède vers 39 apr. J.-C.
Caligula cherche à attribuer le royaume du Bosphore au roi client de Rome Polémon II du Pont, un des fils d’Antonia Tryphaena et de Cotys VIII de Thrace, qui a été élevé avec lui à Rome après le meurtre de son père. Polémon, qui est également le petit-fils de Polémon Ier, roi du Bosphore entre 14 et 8 av. J.-C., doit renoncer rapidement à son entreprise (39/41).

## Double règne
Claude, qui a succédé à Caligula entre-temps, confirme Mithridate comme roi du Bosphore. Toutefois, pour une raison inconnue, Mithridate est remplacé en 44 apr. J.-C. par son frère cadet Cotys, qui prend possession du royaume appuyé par une armée conduite par Aulus Didius Gallus, le Légat de Mésie.
Mithridate, détrôné, cherche à prendre sa revanche lorsqu’il apprend que le général romain Didius Gallus est absent avec l’élite de son armée et qu’il ne demeure dans le Bosphore que son frère Cotys, « jeune homme sans expérience », avec un petit contingent commandé par le chevalier romain Gaius Julius Aquila. Dans un premier temps Mithridate s’empare des États du roi des Dandarides et s'allie à Zorsines, roi des Siraques.
Julius Aquila et Cotys, de leur côté, concluent une alliance avec Eunonès, le roi des Aorses qui, conscient de la puissance romaine, accepte de fournir sa cavalerie pour les combats en rase campagne pendant que les Romains se chargent d’assiéger les villes. Rome et ses alliés prennent l’offensive et repoussent les ennemis jusqu’à Soza, ville de la Dandarique, qui est occupée. Les troupes marchent ensuite contre les Siraques, passent le fleuve Panda et investissent la ville d’Uspé, qui résiste dans un premier temps avant d’être prise et mise à sac. Zorsinès abandonne alors la cause de Mithridate ; il livre des otages et vient se prosterner devant la statue de César.
Mithridate décide alors de se rendre ; craignant la vengeance de son frère Cotys, il se tourne vers Eunonès, le roi des Aorses, afin qu’il négocie sa reddition. Ce dernier, ému par le prince vaincu, envoie des députés à l’empereur Claude pour solliciter sa clémence. L’empereur romain refuse de le maintenir comme roi vassal et Mithridate est conduit à Rome par Junius Cilo, où il termine sa vie exécuté sous le règne de Galba pour avoir pris part à la conspiration de Nymphidius Sabinus.